# Jan Egil Storholt

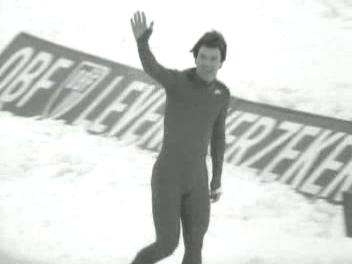
Jan Egil Storholt (1979)

Jan Egil Storholt (* 13. Februar 1949 in Meldal) ist ein ehemaliger norwegischer Eisschnellläufer.

## Werdegang
Storholt galt als eines der größten norwegische Talente im Eisschnelllauf, bis er 1970 bei einem Unfall in einem Bergwerk schwer verletzt wurde. 1972 hatte er sich wieder in der nationalen Spitze etabliert. Nachdem einige der besten norwegischen Läufer 1973 in das Profilager gewechselt waren und somit nicht mehr an Olympischen Spielen teilnehmen durften, avancierte Storholt zu einem der besten norwegischen Amateure.
Sein größter sportlicher Erfolg war der Gewinn der Goldmedaille über 1500 m bei den Olympischen Winterspielen 1976 in Innsbruck. 1977 und 1979 wurde Storholt Europameister im Vierkampf. In den Jahren 1977 bis 1979 wurde er jeweils Vizeweltmeister im Vierkampf und musste sich nur dem damaligen Ausnahmeathleten Eric Heiden geschlagen geben. Am 20. März 1977 stellte er auf der Hochgebirgsbahn Medeo in Alma-Ata (Sowjetunion, heute Kasachstan) über 1500 m und im Vierkampf die einzigen Weltrekorde seiner Karriere auf.
1980 war Storholt Fahnenträger der norwegischen Mannschaft bei der Eröffnungsfeier der Olympischen Spiele in Lake Placid. Der Gewinn einer weiteren olympischen Medaille blieb ihm verwehrt. Sein letzter großer sportlicher Erfolg war ein dritter Platz im Vierkampf bei den Mehrkampfweltmeisterschaften 1981 in Oslo.

## Erfolge
- 1976 olympische Goldmedaille (1500 m), EM-Dritter (Vierkampf)
- 1977 Europameister, Vizeweltmeister (Vierkampf)
- 1978 Vizeweltmeister, EM-Dritter (Vierkampf)
- 1979 Europameister, Vizeweltmeister (Vierkampf)
- 1980 Vizeeuropameister
- 1981 WM-Dritter